# Brněnský rozhlasový orchestr
Brněnský rozhlasový orchestr vznikl roku 1923 jako původně malý instrumentální soubor působící v rámci brněnské rozhlasové stanice. Nejdříve šlo o kvarteto s klavíristou Břetislavem Bakalou, který je znám z pozdějších let především jako významný dirigent působící v Brně. Repertoár se skládal převážně z moravských skladatelů tehdejší nové generace v čele s díly Leoše Janáčka, kterého byl Bakala žákem.

## Historie
Činnost brněnského rozhlasového orchestru nepřímo navazuje na činnost divadelního orchestru pod vedením Františka Neumanna, který jako první v Brně zavedl pravidelné koncerty a předplatitelský cyklus. Abonentní cykly ve spojení s divadelním orchestrem byly novým krokem, který u posluchačů slavil úspěch, ale divadelní orchestr ve 20. letech 20. století nemohl plně uspokojit poptávku po koncertních dílech. Po smrti Františka Neumanna tento pokus zanikl a tradici oživil teprve nově vznikající brněnský rozhlasový orchestr s dirigentem Břetislavem Bakalou. Zpočátku orchestr fungoval v menším počtu hudebníků jako salónní hudební těleso. Doba okupace po roce 1939 a příchod nových hráčů z jinde obsazených rozhlasových stanic ale umožnila, aby se z malého hudebního spolku stal plnohodnotný symfonický orchestr. V době protektorátu se orchestr stal centrem kulturního života v Brně a práce v rozhlasovém studiu přivedla orchestr také k veřejné koncertní činnosti. Tato činnost byla v době protektorátu možná pouze díky přímé kontrole říšské správy v brněnské rozhlasové stanici. V této době byl kulturní život pod přímým vlivem cenzury a osobnostem veřejného života hrozila perzekuce, pokud neprokázaly loajalitu vůči Říši. Divadla a ostatní koncertní místa byla zavírána a rozhlasový orchestr se jako jediný v této době neobyčejně rozvinul a mohl jako jediné hudební těleso prakticky neomezeně fungovat bez větších zásahů Říše. Zásadní roli zde hrála prezentace klasické hudby, která mohla být v této době velmi snadno ideologicky zneužita nebo naopak využita jako manifestační prostředek a jeden ze způsobů vyjádření nesouhlasu s politickým uspořádáním.
Od podzimu roku 1940 pořádal rozhlasový orchestr v čele s dirigentem Břetislavem Bakalou pravidelné abonentní koncerty na velmi vysoké interpretační úrovni. Repertoár se skládal převážně z moravských skladatelů tehdejší nové generace v čele s díly Leoše Janáčka, kterého byl Bakala žákem. Na programu nechyběla ani klasická díla německy mluvících skladatelů Richarda Wagnera, Wolfganga Amadea Mozarta a Ludwiga Beethovena nebo českých klasiků jako Antonín Dvořák nebo Bedřich Smetana.
Zřízení abonentní řady koncertů vychází již z myšlenky Leoše Janáčka vytvořit tradici pořádání pravidelných českých koncertů, aby bylo české hudební Brno o krok napřed před německými hudebníky. Rozvoj abonentních koncertů je nerozlučně spjat se vznikem prvního symfonického orchestru v Brně (Brněnský rozhlasový orchestr), který tvořil základ pro nově vznikající brněnskou filharmonii.